# Ian McNuff
Ian McNuff, född den 10 mars 1957, är en brittisk roddare.
Han tog OS-brons i fyra utan styrman i samband med de olympiska roddtävlingarna 1980 i Moskva.